# 878 v.Chr.
Het jaar 878 v.Chr. is een jaartal volgens de christelijke jaartelling.

## Gebeurtenissen

### Assyrië
- De veldtochten van koning Assurnasirpal II gaan van Assyrië: Karkemish, Orontesvallei, tot aan de Middellandse Zee, ten noorden van Tyrus en Sidon. Hij verplaatst het hof naar het noordelijker gelegen Kalhu.

### Israël
- Koning Omri vergroot de veiligheid in het binnenland en bouwt de versterkte stad Samaria. Dit wordt zowel de politieke als de geestelijke hoofdstad van het land. Hij herannexeert Moab.